# Personal Fest 2018
El Personal Fest 2018 fue la decimocuarta edición de este festival. Tuvo la particularidad de ser la primera vez que se realiza la edición principal del festival en Córdoba.
El festival contó con artes escénicas y gaming en todas las sedes y se pudo ver por streaming.

## Localización
- Plaza de la Música, Córdoba (6 de octubre)
- Hipódromo de Asunción, Asunción (8 de noviembre)
- Club Ciudad de Buenos Aires, Buenos Aires (10 y 11 de noviembre)

## Line-up
| Córdoba                        | Asunción                  | Buenos Aires      | Buenos Aires        |
| Córdoba                        | Asunción                  | Día 1             | Día 2               |
| ------------------------------ | ------------------------- | ----------------- | ------------------- |
| Cypress Hill y Mix Master Mike | Robbie Williams           | Robbie Williams   | Lorde               |
| Molotov                        | Los Auténticos Decadentes | Zoé               | MGMT                |
| Airbag                         | Indios                    | Mercury Rev       | Death Cab for Cutie |
| Vanthra                        |                           | Rob da Bank       | Warpaint            |
| XXL Irione                     |                           | Airbag            | Deerhunter          |
| Usted Señálemelo               |                           | Leo García        | Vanthra             |
| Rayos Láser                    |                           | Indios            | Richard Coleman     |
| On Off                         |                           | Satélite 23       | Connan Mockasin     |
|                                |                           | Shoot The Radio   | Cuco                |
|                                |                           | Usted Señálemelo  | Gus Dapperton       |
|                                |                           | Rayos Láser       | Juan Ingaramo       |
|                                |                           | Hipnótica         | Ibiza Pareo         |
|                                |                           | Julio Franchi     | Valdés              |
|                                |                           | Nidos             | Las Luces Primeras  |
|                                |                           | La Femme D'Argent |                     |
|                                |                           | Potra             |                     |
|                                |                           | Hembro            |                     |
|                                |                           | Ainda Dúo         |                     |
|                                |                           | Guli              |                     |
|                                |                           | On Off            |                     |
|                                |                           | Divídalo          |                     |

## Sideshows
| Fecha            | Localización                       | Banda                          |
| ---------------- | ---------------------------------- | ------------------------------ |
| 28 de septiembre | Museum Live, Buenos Aires          | Molotov                        |
| 3 de octubre     | El Teatro, La Plata                | Molotov                        |
| 7 de octubre     | Hipódromo de Palermo, Buenos Aires | The Chainsmokers               |
| 13 de octubre    | Museum Live, Buenos Aires          | Cypress Hill y Mix Master Mike |
| 9 de noviembre   | Niceto Club, Buenos Aires          | Zoé                            |
| 12 de noviembre  | Niceto Club, Buenos Aires          | Connan Mockasin y Cuco         |
| 13 de noviembre  | Niceto Club, Buenos Aires          | Warpaint                       |